# 周林
周林（1912年5月17日—1997年6月10日），男，贵州仁怀人，中华人民共和国政治人物。

## 生平
周林早年求学于北平宏达学院，并参与学生运动。1938年加入新四军，任新四军江南指挥部军法处处长、第一师政治部锄奸部部长等职位。第二次国共内战期间，担任华东军区直属政治部主任等职。1948年，担任徐州市委副书记兼市长等职位。1950年，担任上海市人民政府秘书长、同年改贵州省委常委，次年为贵州省政府副主席、西南军政委员会委员。1954年，升任贵州省委书记、副主席。1955年，他兼任贵州省省长。1960年，兼任中共中央西南局书记处书记。
周林在大跃进年代，高举三面红旗，头脑发热，大办「公社食堂」，大搞「反瞒产」，貴州非正常死亡人口約174萬人。1961年後，周林有所反省，采取了一些补救措施，如恢复自留地，开放集市贸易，三年免徵公粮，甚至默许包产到户等。1962年七千人大会期间，周林向毛澤東检讨时，毛说自己也有责任，对周林抚慰有加。1964年周林在四清運動中被撤除職務，在省委常委扩大会议上做出的决议指出，贵州自解放以来“三关没有把好”，“两个不彻底”，“一个根子不正”，中共中央西南局認為「貴州已爛掉了」，「貴陽市是反革命的兩面政權」，貴陽市被宣布是「小台灣」。1965年1月，毛澤東对刘少奇已忍無可忍，发布《二十三条》。毛澤東要周林立即复职，李井泉說「周林在贵州已被搞臭了，不宜再回去」。接著李大章和李井泉压迫周林承认「贵州省委犯了右倾机会主义路线性质的错误」，周林以《二十三条》辩解，拒不接受指责。文化大革命期间又遭受迫害。
1975年起用为南京大学书记兼校长，中华人民共和国教育部副部长兼北京大学书记、中顾委委员。